# 진성초등학교 (경북)
진성초등학교는 대한민국 경상북도 경산시 진량읍 황제리에 있는 공립 초등학교이다.

## 학교 연혁
- 1962.11.24 진량국민학교 진성분교장
- 1965.03.07 진성국민학교로 개교
- 1996.03.01 진성초등학교 교명 변경
- 2000.03.10 진성초등학교 병설 유치원 개원
- 2012.09.01 제21대 신용희 교장 부임
- 2014.02.18 제47회 졸업식(총 졸업생 2,168명)
- 2014.03.01 13학급 편성, 병설유치원 1학급 편성